# Speed Busters
Speed Busters (conocido en Norteamérica como Speed Busters: American Highways) es un videojuego desarrollado por Ubi Soft Montreal y publicado por Ubi Soft para Microsoft Windows en 1998 Fue lanzado para Dreamcast en 1999 como Speed Devils, luego se lanzó Speed Devils Online Racing, una versión actualizada del juego en 2000 para Dreamcast que agregó el juego en línea y más tarde se lanzó Speed Devils, una versión 2D para teléfonos móviles con BREW y J2ME desarrollada por Gameloft Bucharest publicada por Gameloft en 2003.

## Jugabilidad
Es un juego de carreras en el que los recorridos presentan peligros como dinosaurios, rocas rodantes y ovnis en lugares exóticos como Luisiana, New York City, México, Nevada, Aspen, Quebec, Montreal y Hollywood. El modo de carrera de la versión de consola permitió al jugador ascender en las filas de una liga de carreras ficticia. Coloridos rivales desafían al jugador a lograr ciertas hazañas durante las carreras, haciendo apuestas complementarias utilizando premios en metálico de la competencia. El dinero ganado con el juego y el rendimiento se usa para comprar autos, mejorarlos y mantenerlos. El juego también admite cinco jugadores en una consola Dreamcast.

## Recepción
| Críticas Publicación Calificación Dreamcast teléfono móvil PC Computer Gaming World N/A N/A [ 3 ] Electronic Gaming Monthly 6.83/10 [ 4 ] N/A N/A Famitsu 29/40 [ 5 ] N/A N/A GameFan (J.W.) 81% [ 6 ] 71% [ 7 ] N/A N/A Game Informer 7.25/10 [ 8 ] N/A N/A GamePro [ 9 ] N/A N/A Game Revolution C+ [ 10 ] N/A B+ [ 11 ] GameSpot 8.2/10 [ 12 ] 6.5/10 [ 13 ] 7.5/10 [ 14 ] GameSpy 8.5/10 [ 15 ] N/A N/A IGN 7.9/10 [ 16 ] N/A 7.8/10 [ 17 ] PC Gamer EEUU N/A N/A 85% [ 18 ] Puntuaciones de reseñas GameRankings 78% [ 19 ] 65% [ 20 ] 79% [ 21 ] |                |                |              |
| Críticas |                |                |              |
| Publicación | Calificación   | Calificación   | Calificación |
| Publicación | Dreamcast      | teléfono móvil | PC           |
| Computer Gaming World | N/A            | N/A            | [ 3 ]        |
| Electronic Gaming Monthly | 6.83/10        | N/A            | N/A          |
| Famitsu | 29/40          | N/A            | N/A          |
| GameFan | (J.W.) 81% 71% | N/A            | N/A          |
| Game Informer | 7.25/10        | N/A            | N/A          |
| GamePro | [ 9 ]          | N/A            | N/A          |
| Game Revolution | C+             | N/A            | B+           |
| GameSpot | 8.2/10         | 6.5/10         | 7.5/10       |
| GameSpy | 8.5/10         | N/A            | N/A          |
| IGN | 7.9/10         | N/A            | 7.8/10       |
| PC Gamer EEUU | N/A            | N/A            | 85%          |
| Puntuaciones de reseñas |                |                |              |
| GameRankings | 78%            | 65%            | 79%          |

Speed Busters: American Highways y Speed Devils recibieron críticas favorables, mientras que la versión móvil de este último recibió críticas mixtas, según el sitio web agregador de reseñas GameRankings. GameRevolution escribió una reseña sobre la versión de Dreamcast y dijo: «En la línea de meta, Speed Devils es un corredor superior al promedio, pero no mucho más». El crítico dijo que el juego tenía buenos gráficos y autos geniales, pero adolecía de pistas mal hechas que dejan al jugador preguntándose cómo lograron caer por un acantilado sin darse cuenta del acantilado frente a ellos. El artículo también criticó el modo de dos jugadores del juego por ser aburrido y prolongado. Edge le dio a la misma versión de consola siete de diez, diciendo: «Si bien no destaca en ningún aspecto en particular, Speed Devils es un buen entretenimiento que debería cautivar a cualquiera que esté cansado de corredores realistas con su naturaleza arcade accesible y fácil de usar». Chris Charla de NextGen llamó a la misma versión de consola «el mejor juego de carreras que puedes encontrar en Dreamcast hoy». En Japón, donde la misma versión de consola fue portada para su lanzamiento el 18 de noviembre de 1999, Famitsu le dio una puntuación de 29 sobre 40.
Nick Smith de AllGame le dio a Speed Busters: American Highways tres estrellas y media de cinco, diciendo: «Pasarás un rato rápido y furioso con SpeedBusters   [sic], pero solo si tiene una tarjeta gráfica competente. Si tiene una PC insignificante con poca memoria de video, olvídelo». Sin embargo, Jonathan Sutyak le dio a «Speed Devils» dos estrellas y media de cinco, y dijo: «si puedes pasar por alto los obstáculos, o incluso disfrutarlos, es posible que te diviertas con algunas de las carreras. Aunque a pesar de poder correr pistas en la dirección opuesta con algunos obstáculos diferentes, Speed Devils se vuelve repetitivo debido a las largas vueltas de cada pista y la debilidad de los oponentes de la computadora. también te embistirán, pero en última instancia no suponen un desafío excepcional».

### Speed Devils Online Racing
Speed Devils Online Racing recibió «críticas generalmente favorables» según el sitio web agregador de reseñas Metacritic.